# Altbüron
Altbüron (schweizerdeutsch [ˈaʊ̯ˌpːyːɾə]) ist eine politische Gemeinde im Wahlkreis Willisau des Kantons Luzern in der Schweiz.

## Geographie
Die Gemeinde liegt im Nordwesten des Luzerner Hinterlands und grenzt am Rotbach im Westen der Gemeinde an die Gemeinde Melchnau im Kanton Bern. Der höchste Punkt der Gemeinde ist mit 725 m ü. M. die Schartenhöhe beim Weiler Bellevue nordöstlich des Dorfes. Im Grünbach im Westen der Gemeinde Altbüron liegt der tiefste Punkt mit 495 m ü. M., während das Dorf selber auf rund 545 m ü. M. liegt. Altbüron besteht nebst dem Dorf aus zahlreichen Streusiedlungen und Einzelgehöften. 2015/16 werden 59,9 % des Gemeindegebietes von 673 ha landwirtschaftlich genutzt. Weitere 29,1 % sind Wald und Gehölz und bloss 10,8 % Siedlungsfläche.
Altbüron grenzt im Westen an die Gemeinde Melchnau im Kanton Bern. Nachbargemeinden im Amt Willisau des Kantons Luzern sind Altishofen im Osten, Grossdietwil im Süden und mit der Exklave mit den Dörfern Eppenwil und Erpolingen im Nordosten sowie Pfaffnau und Roggliswil im Norden.

## Bevölkerung
Die Bevölkerung betrug 1798 823 Einwohner. Sie wuchs bis 1850 auf 1184 Personen, um danach bis 1920 auf bloss noch 692 Menschen zu sinken. Die Bevölkerung stagnierte bis 1960 bei rund 700 Personen und sank bis 1980 auf den historischen Tiefpunkt von 632 Einwohnern. Seither ist ein stetes Wachstum festzustellen.

### Sprachen
Die Bevölkerung spricht eine alemannische Mundart der Deutschen Sprache. Bei der Volkszählung 2000 gaben 93,77 % der Bevölkerung Deutsch als Hauptsprache an. Zweitwichtigste Sprache ist mit 3,51 % Albanisch, gefolgt von Serbokroatisch mit 1,93 %.

### Religionen – Konfessionen
Früher war die Bevölkerung rein römisch-katholischer Konfession. Heute (Stand 2000) bilden diese mit 71,57 % immer noch die grosse Mehrheit der Bevölkerung. Seit 1850 wanderten reformierte Christen aus dem benachbarten Kanton Bern zu, welche heute 13,59 % der Einwohnerschaft umfassen. Weitere religiöse Minderheiten bilden die 4,87 % Muslime, 3,17 % Konfessionslosen und 1,59 % (serbisch-)orthodoxe Christen.

### Herkunft – Nationalität
Ende 2022 waren von den 1029 Einwohnern 921 Schweizer und 108 (= 10,5 %) Ausländer. Die Einwohnerschaft bestand aus 88,5 % Schweizer Staatsbürgern. Ende 2022 stammten die ausländischen Einwohner aus Deutschland (42 Personen), Nordmazedonien (11), Portugal (10), Kosovo (9), Spanien und Italien (je 6), Türkei (2) und Serbien (1). 17 Personen stammten aus dem übrigen Europa, und 4 waren aussereuropäischer Herkunft.

## Geschichte
Funde weisen darauf hin, dass Altbüron bereits in keltischer und römischer Zeit bewohnt wurde. Erstmals wird der Ort im Jahr 1099 als Herkunftsbezeichnung belegt: Berengarius de Altbürron nobilis occisus. Der Ortsname ist zusammengesetzt aus dem Adjektiv und dem althochdeutschen Dativ der Mehrzahl bûrjom und heisst etwa ‚(bei) den alten Häusern, (im) alten Dorfe‘.
In der Gründerurkunde des Klosters St. Urban 1194 wurde Alpurron vermerkt, weil Freiherr Ulrich von Langenstein aus Melchnau dem Kloster Güter in Altbüron vermachte. 1248 wurde die Burg erwähnt, welche nach dem Aussterben der Herren zu Altbüron im Jahr 1269 an die Freiherren von Balm übertragen wurde. Weil Rudolf von Balm an der Ermordung von König Albrecht I. von Habsburg direkt beteiligt war, wurde die Festung 1309 zerstört und ihre Besatzung enthauptet. 1316 fielen Ort und Ruine an die Deutschritter. Die Gemeinde kam mit der gesamten Herrschaft Willisau im frühen 15. Jahrhundert durch Kauf an die Stadt Luzern. Wegen ihrer Nachbarschaft zum Kanton Bern litt die Gemeinde im Zeitalter der Religionskriege schwer. Im 16. und 17. Jahrhundert wütete die Pest. Die Bewohner des Weilers Eppenwil brachten ihre Toten nach Grossdietwil. Aus Angst vor Ansteckung verboten die Leute aus der Nachbargemeinde bald einmal den Leichentransport. Die Körper mussten ausserhalb eines Friedhofs in einem Waldgebiet vergraben werden. Dieses erhielt den Namen Totenboden – und in Vollmondnächten soll es dort bis heute spuken. Seit 1803 gehört die Gemeinde zum damals neu gegründeten Amt Willisau. 1847 marschierten eidgenössische Truppen von Melchnau her kommend durch Altbüron Richtung Zell, um den Sonderbund zu bekämpfen.

## Politik

### Gemeinderat
Der Gemeinderat Altbüron besteht aus fünf Mitgliedern und ist wie folgt aufgestellt (Amtsdauer 2024–2028):
- Heidi Koffel-Bieri (FDP): Gemeindepräsidentin
- Philip Rohirs (FDP) Bauvorsteher
- Lidwina Frei-Blum (CVP): Sozialvorsteherin
- Faik Fetahi (FDP): Bildungsvorsteher
- Thomas Krauer CVP: Finanzvorsteher

### Kantonsratswahlen
Bei den Kantonsratswahlen 2023 des Kantons Luzern betrugen die Wähleranteile in Altbüron: Mitte (mit JMitte und Mitte60+) 31,57 %, SVP 25,62 %, FDP 24,99 %, SP 8,65 %, glp 5,95 % und Grüne 3,23 %.

### Nationalratswahlen
Bei den Schweizer Parlamentswahlen 2023 betrugen die Wähleranteile in Altbüron: SVP 31,5 %, Mitte 29,4 %, FDP 20,7 %, SP 8,6 %,  glp 4,9 %, Grüne 1,9 %, übrige 3,0 %.

## Wirtschaft
Altbüron war bis weit ins 20. Jahrhundert hinein ein Bauerndorf. Einige Handwerker und Müller und Leute, die in die Fabriken ins Bernbiet arbeiten gingen, bildeten nur kleine Minderheiten. Im Jahr 2001 beschäftigte die Landwirtschaft noch 27,3 % der 422 Erwerbstätigen. 39,1 % arbeiteten in Industrie und Handwerk und 33,6 % in Dienstleistungsbetrieben. Im Jahr 2000 standen den 139 Zupendlern (vorwiegend aus den Nachbargemeinden) 223 Wegpendler (vorwiegend in die Region) gegenüber.

### Verkehr
Die Gemeinde liegt an keiner Bahnstrecke, hat aber kurioserweise einen Bahndamm mit einem Tunnelportal. Diese sind Überreste der begonnenen, aber nie vollendeten Langenthal-Wauwil-Bahn der Schweizerischen Centralbahn aus dem Jahr 1875. Der unrentable Bau wurde aus Geldmangel in der damaligen Wirtschaftskrise eingestellt und trotz mehrfacher Konzessionserneuerung nie verwirklicht. Heute ist Altbüron durch die Autobuslinien (Zofingen) – Reiden – Altbüron – St. Urban und Zell – Altbüron – St. Urban erschlossen. Die nächstgelegene Bahnstation ist der 5 km entfernte Bahnhof Zell LU an der Bahnlinie Wolhusen – Langenthal. Die nächstgelegenen Autobahnanschlüsse sind Reiden und Dagmersellen an der A2 sowie Niederbipp an der A1.

## Bildung
77 Kinder besuchen im Schuljahr 2022/23 die Primarschule in Altbüron. Es ist eine geleitete Schule und umfasst mittlerweile 4 Abteilungen von der Basisstufe bis zur 6. Klasse. 13 Lehrpersonen mit Voll- und Teilpensen unterrichten folgende Abteilungen:
- Basisstufe a und b
- 3./4. Klasse
- 5./6. Klasse

Nach der Primarstufe besuchen die Kinder die Sekundarstufe 1 in Zell oder Willisau.

## Sehenswürdigkeiten
Grösste Sehenswürdigkeit ist die Kapelle St. Antonius von Padua aus dem Jahr 1683. Der Hochaltar enthält ein Deutschritterkreuz. Zahlreiche Altar- und Vesperbilder und prachtvolle Barockschnitzereien schmücken die Kapelle.

## Personen (Auswahl)
- Anton A. Bucher (* 1960), römisch-katholischer Theologe
- Hans Marti (1915–2003), Volkskundler, Lokalhistoriker, Fotograf, Autor. Seit 1990 Ehrenbürger von Altbüron.

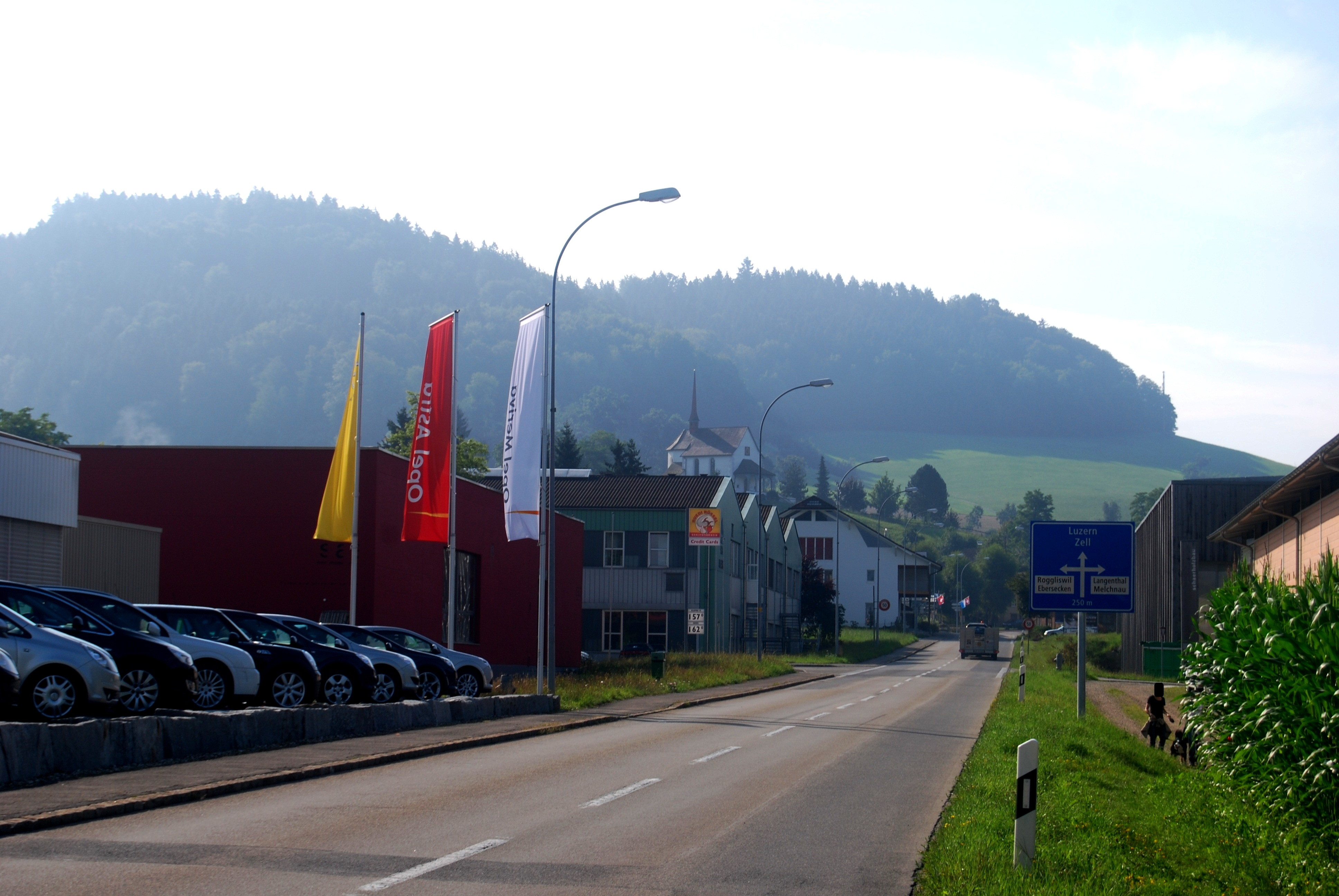
Altbüron
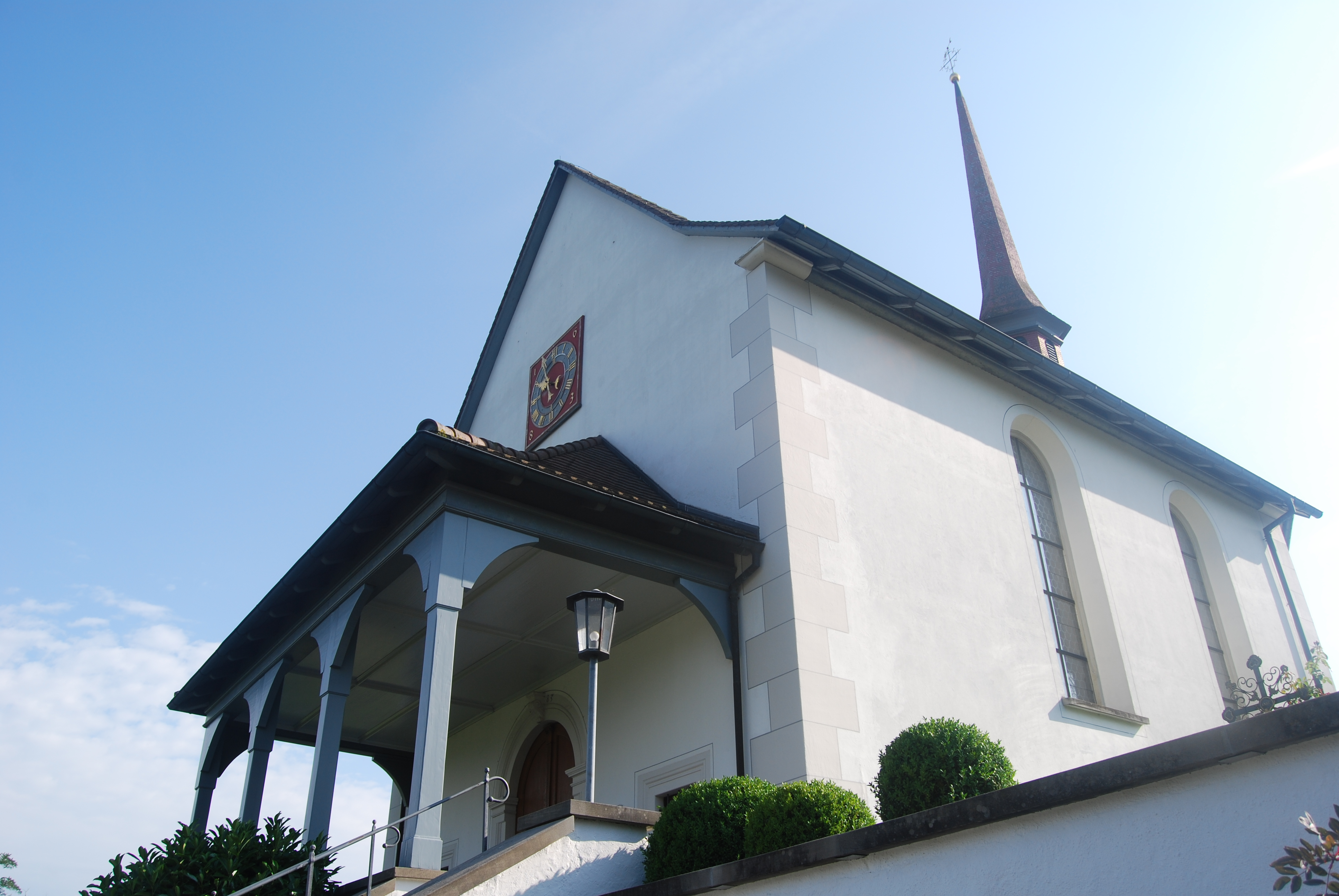
Kapelle St. Antonius von Padua in Altbüron
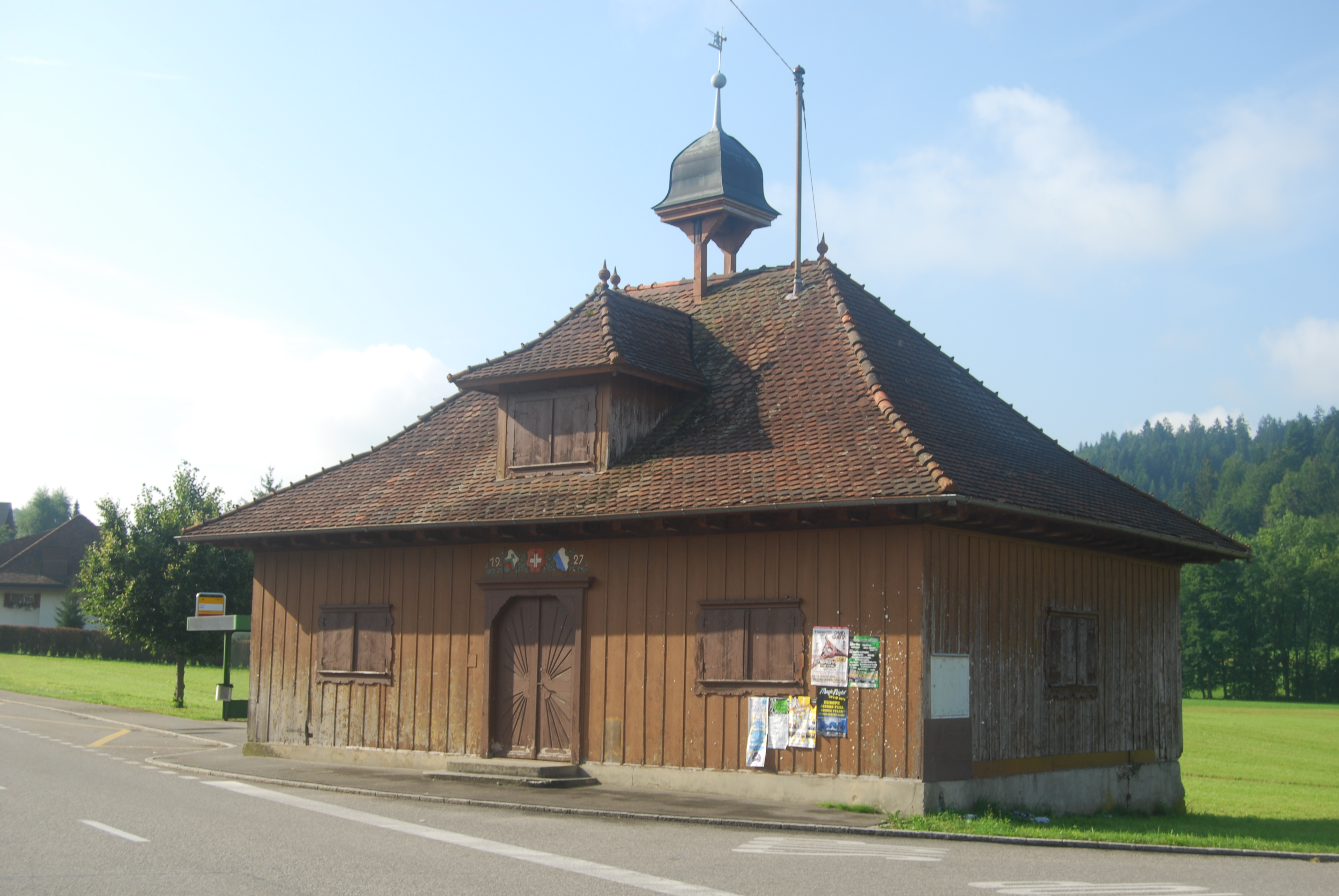
Früheres Schützenhaus
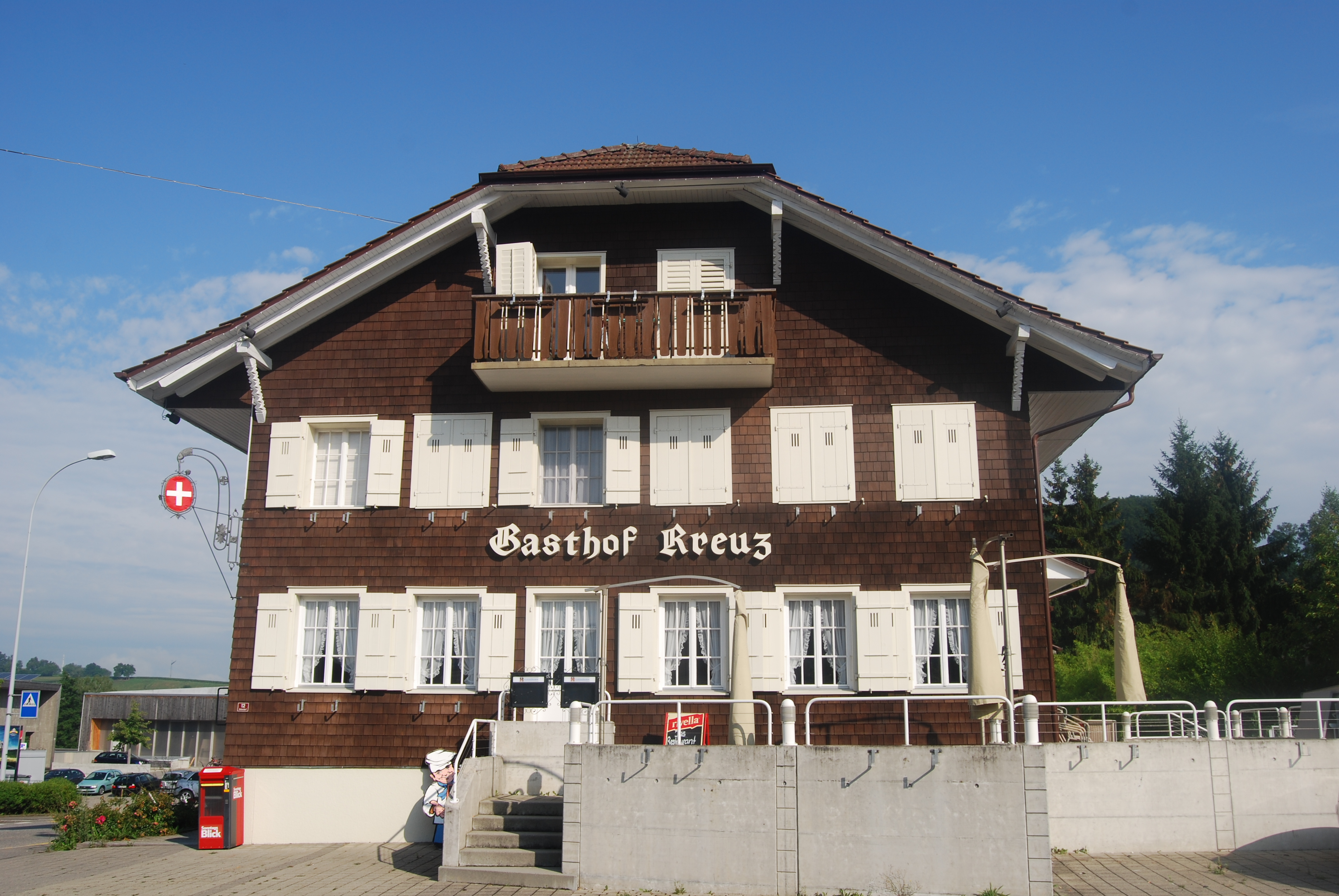
Gasthof Kreuz
Panorama von Altbüron
Panorama vom Sonnenbühl in Altbüron